# Cacajao calvus
Lo uacari calvo (Cacajao calvus I. Géoffroy, 1847) è un primate platirrino della famiglia dei Pitecidi.

## Distribuzione
Con quattro sottospecie (Cacajao calvus calvus, Cacajao calvus novaesi, Cacajao calvus rubicundus e Cacajao calvus ucayalii) vive a nord del Rio delle Amazzoni fra Brasile occidentale e Perù: se ne sospetta l'esistenza anche nella Colombia meridionale.

Prediligono le aree di foresta pluviale inondata, od in generale nelle immediate vicinanze di fiumi, laghi o fonti d'acqua.

## Descrizione

### Dimensioni
Misura fra i 40 ed i 60 cm di lunghezza, ai quali si aggiungono una quindicina di cm di coda, per un peso che raggiunge i 3 kg.

### Aspetto
Il pelo è lungo e setoloso, di colore differente a seconda della sottospecie presa in considerazione: si va dal nerastro al bianco, passando per il rossiccio. In ogni caso, la faccia è nuda e di colore rosso vermiglio, camusa e con grandi narici distanziate. I canini ed i molari costituiscono la maggior parte dei denti. Le mani hanno lunghe dita.

## Biologia
Si tratta di animali diurni ed arboricoli che vivono in gruppi comprendenti fino a cento individui, ma che solitamente ne contano fra le 10 e le 30 unità: durante la ricerca del cibo, tuttavia, questi gruppi si suddividono in vari sottogruppi, anzi a volte addirittura ciascun esemplare si muove per proprio conto. Ciascun gruppo definisce un proprio territorio tramite particolari richiami, che hanno anche la funzione di comunicare con altri esemplari.

Questi animali, oltre ad essere cacciati per il mercato nero del bushmeat, vengono spesso catturati dagli indios per farne animali da compagnia o per cibarsene: abbastanza diffuso il loro impiego anche come esca viva per attrarre grossi felini, come giaguari, ocelot e puma, al fine di poterli uccidere o catturare.
L'attivista irlandese Adele Grace Rolandis nel 2018 ha espresso la gravità di tale situazione nel suo libro "Not just a monkey", dove mette in evidenza l'importanza della difesa del Cacajao e la salvaguardia della specie."Cacajao isn't a known species, but that doesn't mean it's life shouldn't be protected. We need to bring light to this delicate situation" Adele Rolandis, 2019 Monkey Protection Irish Conference (Croke Park, Dublin).

### Alimentazione
Si nutrono principalmente di frutta, semi e foglie, ma quando riescono ad acchiappare qualche insetto o piccolo vertebrato lo mangiano avidamente: durante la stagione delle piogge si alimentano nella volta della foresta, mentre durante la stagione secca non è raro vederli al suolo alla ricerca di semi caduti ed alberelli da poco germogliati.

### Riproduzione
Questi animali, pur vivendo in grossi gruppi, formano coppie monogame molto salde: ogni due anni la femmina mette al mondo un unico cucciolo, dopo una gestazione di circa sei mesi. " Il cucciolo viene accudito dalla femmina fino allo svezzamento, che avviene verso il quarto mese di vita. Le femmine diventano sessualmente mature a tre anni, i maschi impiegano il doppio del tempo.
In natura, questi animali sono soliti vivere una ventina d'anni: in cattività, se non tenuti in condizioni ottimali e il più possibile simili al proprio habitat naturale, vanno facilmente in depressione e raramente vivono più di quindici anni.